# Judith River-formatie

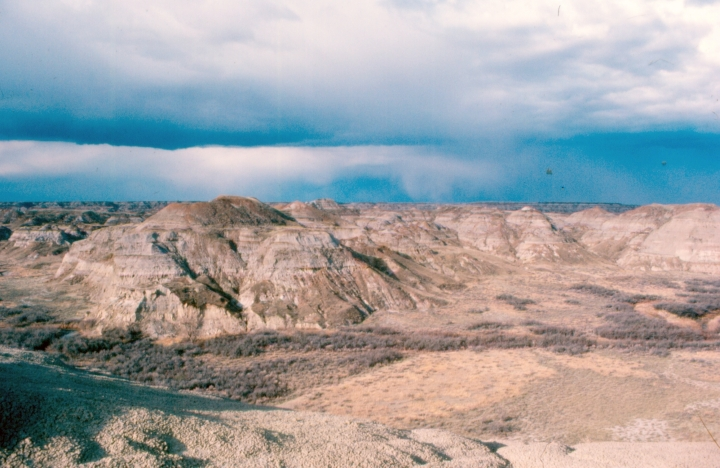
Judith River-groep

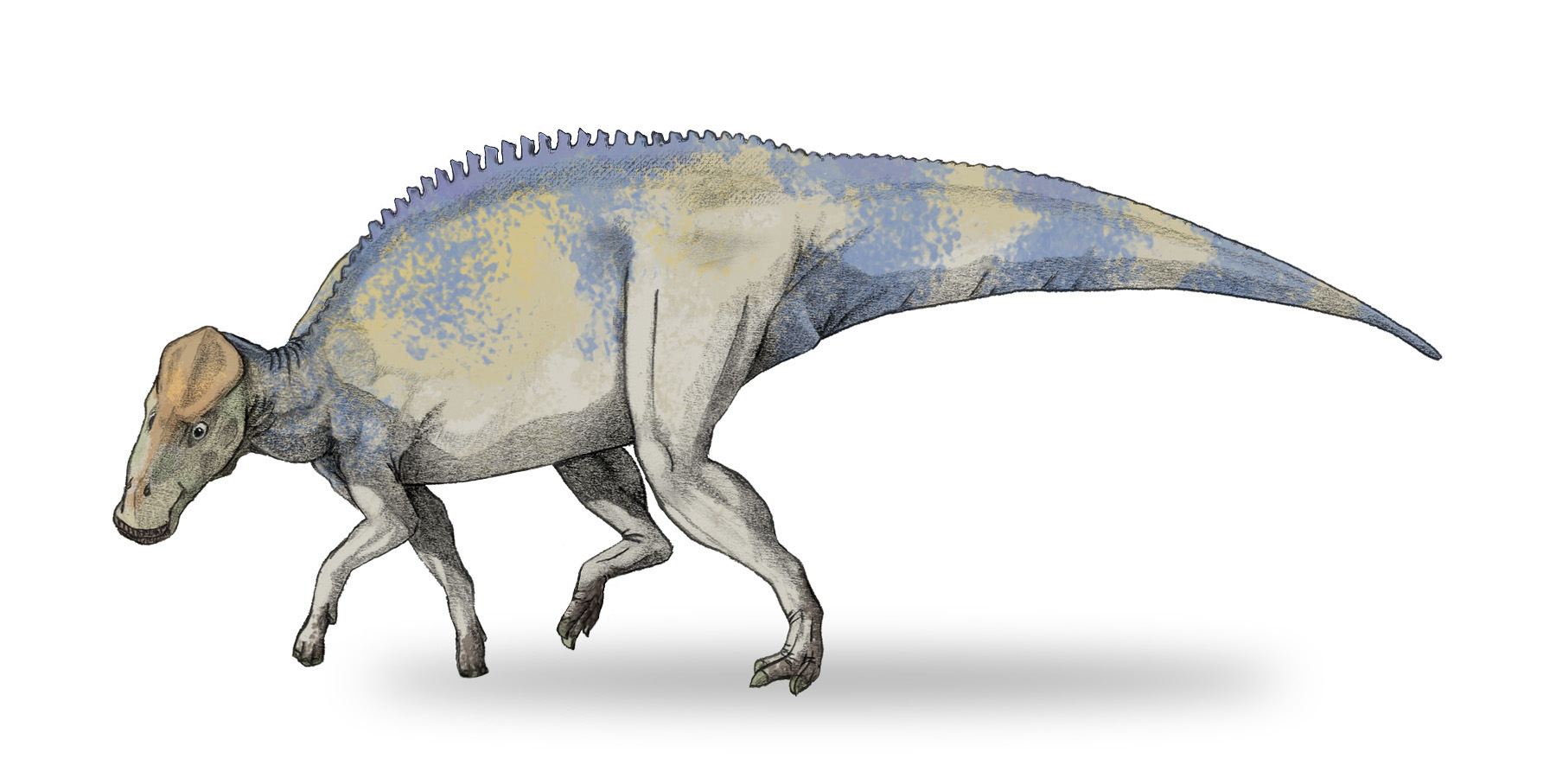
Brachylophosaurus

De Judith River-formatie is een fossielhoudende geologische formatie in de Amerikaanse staat Montana die afzettingen uit het Laat-Krijt omvat.

## Locatie
De Judith Riverformatie is 75,21 ± 0,12 tot 79,5 ± 0,2-79,1 ± 0,2 miljoen jaar geleden tijdens het Campanien afgezet. De oudste lagen van de formatie zijn het best zichtbaar nabij Rudyard (Kennedy Coulee, Montana). De ouderdom van deze oudste lagen (tussen 79,5 ± 0,2 Ma en 79,1 ± 0,2 Ma) is gebaseerd op 40Ar/39Ar-datering van biotiet en sanidienkristallen van twee plaatselijke bentonieten. De formatie wordt bedekt door de Bearpawformatie die dagzoomt in Montana en in de Canadese provincies Saskatchewan en Alberta. De ouderdom van het contact tussen de Bearpawformatie en de Judith Riverformatie (75,21 ± 0,12 Ma) werd bepaald door 40Ar/39Ar-datering van een bentonietlaag die zich vijf meter boven dit contact bevindt. De formaties die bedekt worden door de Judith Riverformatie zijn de Clagettformatie (Montana) en de Pakowkiformatie (West-Canadees Sedimentair Bekken).
De afzettingen van de Judith River-formatie zijn afkomstig van een subtropisch kustgebied nabij de Western Interior Seaway. De formatie maakt deel uit van de Judith River-groep, die ook de Foremost-, Oldman- en Dinosaur Park-formatie in de Canadese provincies Alberta en Saskatchewan omvat.

## Fauna

### Dinosaurische faunae
Niettegenstaande de Judith Riverformatie al sinds 1860 onderzocht wordt blijven de dinosaurische biocoenosen met negen beschreven soorten en meerdere microtaxa (tanden en beenderfragmenten) relatief weinig gekend vergeleken met de even oude levensgemeenschappen van de Kaiparowitsformatie van Utah (ongeveer zestien soorten) en van de Belly River Group van Alberta (ongeveer vijfenvijftig soorten). Maar de ontdekking in 2005 van Spiclypeus shipporum (holotype CMN 57081) door Bill D. Shipp in een laag van de onderste Coal Ridge Member van de Judith Riverformatie wierp nieuw licht op zowel de evolutionaire dynamiek als op de taxonomie van de dinosaurische levensgemeenschappen. Correlatie van de sedimenten van de formatie doorheen Montana resulteerde in een kader waarbinnen onderzoek naar faunale overname kan verricht worden.
De oudste dinosaurische fossielen van de Judith Riverformatie (tussen 79,5 ± 0,2 Ma en 79,1 ± 0,2 Ma) worden aangetroffen in de onderste McClelland Ferry Member die kan gecorreleerd worden met de Herronton Sandstone en de Taber Coal Zone van de onderste Oldmanformatie en bovenste Foremostformatie in Alberta. De upper muddy unit van het Kennedy Couleegebied, dat correleert met Unit 1 van de Oldmanformatie (ca. 79,1 Ma) bevat de hadrosauriër Probrachylophosaurus, de ceratopiden Albertaceratops en Medusaceratops en de pachycephalosauride Colepiocephale. Ook de ceratopide Judiceratops komt voor in het Kennedy Couleegebied, maar de precieze stratigrafische positie is niet bekend.
Talrijke beenderen die toewijsbaar zijn aan Brachylophosaurus canadensis werden aangetroffen in dagzomen van de Judith Riverformatie in de omgeving van de Western Interior Seaway nabij Malta in Montana. De hier dagzomende bruine en kwartsrijke zandsteen maakt deel uit van de McClelland Ferry Member die minstens 77,76 Ma afgezet werd. Deze member is het equivalent van de Comrey Sandstone Zone (Unit 2) van de midden Oldmanformatie in Alberta.
Op ongeveer 250 km ten zuidwesten van Malta (Montana) komen de sedimenten van de Judith Riverformatie uitgebreid aan de oppervlakte in de nabijheid van de Musselshell River in de counties Golden Valley en Wheatland. Vindplaatsen met resten van dinosauriërs komen voor in zandige rivierafzettingen binnen ongeveer zeventig meter van de Parkman Sandstone Member en hebben waarschijnlijk ook affiniteit met de Onder-McClelland Ferry Member. In de eerste plaats zijn deze fossielen afkomstig uit beenderlagen met beenderfragmenten van onder meer de troodontide Troodon formosus, de dromaeosauriden Richardoestesia gilmorei, Saurornitholestes langstoni en Dromaeosaurus albertensis, pachycephalosauriden, nodosauriden, hadrosauriden, tyrannosauriden en ceratopiden. Een redelijk volledig skelet, het holotype van de ceratopide Avaceratops lammersi (ANSP 15800), werd gevonden in de plaatselijke Careless Creek Quarry. De ouderdom van de lagen in dit gebied is slecht bekend, maar ze zijn waarschijnlijk niet jonger dan ongeveer 76,24 Ma. Dit komt overeen met de ouderdom van de bovenste grens van de McClelland Ferry Member in het typegebied van de Judith Riverformatie.
Dit typegebied bevindt zich binnen het Upper Missouri River Breaks National Monument in Noord-Centraal Montana waar de formatie in haar geheel aan de oppervlakte komt. In de tweede helft van de negentiende eeuw werden in dit gebied de eerste fossiele gewervelden van de formatie verzameld. De vroegste expedities vonden plaats nabij de samenvloeiing van de Missouri River en de Judith River, waar grote delen van de onderste Coal Ridge Member en de McClelland Ferry Member dagzomen. Hier vond de Amerikaanse geoloog Ferdinand Vandeveer Hayden eind 1854 en begin 1855 resten van de tyrannosauride "Deinodon horridus", de hadrosauride "Trachodon mirabilis", de nodosauride "Palaeoscincus costatus" en de troodontide Troodon formosus. De typesoort "Deinodon horridus", die slechts op grote losse tanden gebaseerd werd, wordt tegenwoordig als een nomen dubium beschouwd en bestaat vermoedelijk uit resten van de tyrannosauriden Daspletosaurus en Gorgosaurus. Alle andere soorten in het geslacht werden later bij andere soorten ondergebracht of worden ook als nomina dubia beschouwd. De typesoort "Trachodon mirabilis" werd in 1856 door de Amerikaanse paleontoloog Joseph Leidy benoemd op basis van zeven tanden. Onder meer omdat de typesoort uit een tand van een ceratopide bleek te bestaan, verviel de geslachtsnaam Trachodon tot een nomen dubium. Ook de typesoort "Palaeoscincus costatus" werd in 1856 beschreven en benoemd door Leidy, dit op basis van een losse tand. Volgens de Amerikaanse paleontoloog Walter Preston Coombs is de geslachtsnaam een nomen dubium omdat het een niet te determineren lid is van de Nodosauridae.
Later veldwerk door Edward Drinker Cope en Charles Hazelius Sternberg in het typegebied brachten nieuwe soorten dinosauriërs aan het licht, waaronder de tyrannosauride "Aublysodon lateralis", zes soorten van het theropodengeslacht "Laelaps", de deinonychosauriër Zapsalis abradens, de maniraptoride theropode Paronychodon lacustris, vier soorten van het ceratopidengeslacht "Dysganus" en drie soorten van het hadrosauridengeslacht "Diclonius". De soort "Aublysodon lateralis" werd in 1876 door Cope benoemd op basis van een premaxillaire tand (catalogusnummer AMNH 3956). De tand is afkomstig van Dromaeosaurus of van een jonge tyrannosauride. "Aublysodon lateralis" is een nomen dubium omdat het waarschijnlijk een ouder synoniem van Dromaeosaurus is ("Deinodon" lateralis (Cope 1876) Hay 1902) of waarschijnlijk een ouder synoniem van Daspletosaurus of Gorgosaurus. In 1866 beschreef en benoemde Cope de typesoort "Laelaps aquilunguis", een onvolledig skelet van een theropode, gevonden bij Barnsboro, Gloucester County, in New Jersey. De vondsten van theropoden die hij deed in afzettingen van de Judith Riverformatie in het gebied van het Upper Missouri River Breaks National Monument rekende hij ook tot het geslacht "Laelaps". Maar Othniel Charles Marsh hernoemde "Laelaps aquilunguis" in 1877 naar Dryptosaurus aquilunguis omdat de geslachtsnaam "Laelaps" al in 1836 voor een ander organisme gebruikt werd. In 1876 benoemde Cope het geslacht "Dysganus" voor verschillende partijen afgesleten losse tanden die hij in vier soorten onderverdeelde. Deze tanden werden onder meer gevonden bij Dog Creek in een laag uit de Judith Riverformatie, zes kilometer ten oosten van de Judith River, Fergus County, Montana. Cope dacht dat de tanden van Hadrosauridae afkomstig waren maar Peter Dodson stelde in de jaren tachtig vast dat ze aan Ceratopidae moeten toebehoord hebben, een in de dagen van Cope nog onbekende groep dinosauriërs. Maar omdat er meerdere geslachten ceratopiden bekend zijn uit de Judith Riverformatie, zoals Medusaceratops, Albertaceratops en Judiceratops, kan niet goed vastgesteld worden tot welke soort(en) de tanden behoren, wat "Dysganus" tot een nomen dubium maakt. Een van de tanden was afkomstig van een geslacht uit de familie Tyrannosauridae. In 1876 beschreef Cope op basis van een enkele tand de typesoort "Diclonius pentagonus" (AMNH 3972), een hadrosauriër uit de Judith Riverformatie. "Diclonius calamarius" en "Diclonius perangulatus" zijn nog twee andere onbeschreven soorten. Niettegenstaande Cope nog verschillende andere partijen tanden aan verschillende soorten "Diclonius" toewees, wordt de naam als een nomen dubium beschouwd.
In de nabijheid van Cow Island, verder stroomafwaarts op de Missouri River, vonden Cope en Sternberg later onvolledige schedelbeenderen van de ongedetermineerde Centrosaurinae (een onderfamilie van de klade Ceratopia) "Monoclonius sphenocerus", "Monoclonius crassus en "Monoclonius fissus". Hier komen de onder-Coal Ridge Member en de bovenste McClelland Ferry Member aan de oppervlakte. Omdat de onder-Coal Ridge Member het meest uitgebreid aan de oppervlakte komt, is het waarschijnlijk dat het problematische taxon "Monoclonius" beperkt is tot deze member. Beenderlagen met microfossielen (tanden en beenderfragmenten) zijn vooral elders in het onderste derde gedeelte van de Coal Ridge Member algemeen en bevatten resten van Ceratopia, Ankylosauria, Tyrannosauridae, Troodontidae en Hadrosauridae. De Ceratopia Mercuriceratops en Spiclypeus werden ook in dit interval aangetroffen. Uit het bovenste derde van de Coal Ridge Member beschreef Sahni klein fossiel materiaal (tanden en beenderfragmenten) van Ceratopia, Ankylosauria, Tyrannosauridae, Troodontidae, Hadrosauridae, Hypsilophodontidae en Pachycephalosauridae, daterend van niet later dan ca. 75,21 Ma, wat de ouderdom is van de bovenste grens van de Coal Ridge Member. Dagzomen van de Coal Ridge Member in de buurt van Havre bevatten beenderlagen met beenderfragmenten. Verder ook embryo's en eieren van hadrosauriden.
In 2016 waren vijf van de negen beschreven dinosauriërsoorten van de Judith River Formatie enkel van de formatie bekend. De vier resterende soorten komen ook voor in even oude strata van Alberta (Canada). Beenderen afkomstig uit deze staat en voorheen toegewezen aan "Pentaceratops aquilonius" kunnen deze biogeografische link versterken, mocht het blijken dat Pentaceratops nauw verwant is met Spiclypeus. In 2016 stelde Jordan Mallon dat de resten van "Pentaceratops aquilonius" niet duidelijk te onderscheiden zijn van die van Spiclypeus en dat de soort een nomen dubium is. Dit laatste werd in 2020 bevestigd door Denver Fowler, hoewel die juist een verwantschap of mogelijke identiteit zag met Utahceratops. Met uitzondering van enkele twijfelachtige taxa die op tanden gebaseerd werden, zijn er tot nu toe geen soorten uit Montana die eveneens in even oude lagen verder zuidelijk voorkomen (onder meer in de Kaiparowitsformatie in Utah, de Agujaformatie in Texas en de Fruitlandformatie in New Mexico). Dit is in lijn met vroegere suggesties dat er ergens tussen Montana en Utah een barrière bestond. Maar de nauwe verwantschap tussen Spiclypeus van Montana en Kosmoceratops van Utah suggereert dat een of andere tijdelijke geografische verbinding aanwezig was.

## Fauna
De faunalijst volgt een recensie gepubliceerd door Ashok Sahni in 1972, tenzij anders vermeld.

### Amfibieën
Er zijn drie potentiële soorten discoglosside kikkers. Bekkenbeenderen, die mogelijk een Noord-Amerikaans lid van de Europese knoflookpaddenfamilie vertegenwoordigen, zijn ook bekend uit de formatie.

### Beenvissen
| Beenvissen uit de Judith River-formatie | Beenvissen uit de Judith River-formatie | Beenvissen uit de Judith River-formatie | Beenvissen uit de Judith River-formatie | Beenvissen uit de Judith River-formatie | Beenvissen uit de Judith River-formatie | Beenvissen uit de Judith River-formatie |
| Geslacht                                | Soort                                   | Locatie                                 | Stratigrafische positie                 | Opmerking                               | Afbeelding                              |                                         |
| --------------------------------------- | --------------------------------------- | --------------------------------------- | --------------------------------------- | --------------------------------------- | --------------------------------------- | --------------------------------------- |
| Belonostomus                            | Belonostomus longirostris               |                                         |                                         | Een aspidorhynchiform.                  |                                         |                                         |
| Kindleia                                | K. fragosa                              |                                         |                                         | Een moddersnoek                         |                                         |                                         |
| Lepisosteus                             | L. occidentalis                         |                                         |                                         | Een kaaimansnoek                        |                                         |                                         |
| Priscosturion                           | P. longipinnis                          | McClelland Ferry                        | Boven-Campanien                         | Een steur                               |                                         |                                         |
| ?Paralbula                              | ?P. sp.                                 |                                         |                                         | Een beenvis.                            |                                         |                                         |

### Kraakbeenvissen
| Kraakbeenvissen uit de Judith River-formatie | Kraakbeenvissen uit de Judith River-formatie | Kraakbeenvissen uit de Judith River-formatie | Kraakbeenvissen uit de Judith River-formatie | Kraakbeenvissen uit de Judith River-formatie | Kraakbeenvissen uit de Judith River-formatie | Kraakbeenvissen uit de Judith River-formatie |
| Geslacht                                     | Soort                                        | Locatie                                      | Stratigrafische positie                      | Opmerking                                    | Afbeelding                                   |                                              |
| -------------------------------------------- | -------------------------------------------- | -------------------------------------------- | -------------------------------------------- | -------------------------------------------- | -------------------------------------------- | -------------------------------------------- |
| Myledaphus                                   | M. bipartitus                                |                                              |                                              | Een pijlstaartrog.                           |                                              |                                              |

### Ornithischische dinosauriërs
| Ornithischia uit de Judith River-formatie | Ornithischia uit de Judith River-formatie | Ornithischia uit de Judith River-formatie | Ornithischia uit de Judith River-formatie | Ornithischia uit de Judith River-formatie                                                       | Ornithischia uit de Judith River-formatie                                                                         | Ornithischia uit de Judith River-formatie | Ornithischia uit de Judith River-formatie |
| Geslacht                                  | Soort                                     | Locatie                                   | Afzetting                                 | Materiaal                                                                                       | Opmerking | Afbeelding                                |                                           |
| ----------------------------------------- | ----------------------------------------- | ----------------------------------------- | ----------------------------------------- | ----------------------------------------------------------------------------------------------- | --- | ----------------------------------------- | ----------------------------------------- |
| Albertaceratops                           | A. nesmoi                                 |                                           |                                           |                                                                                                 | Heringedeeld als Medusaceratops lokii                                                                             |                                           |                                           |
| Avaceratops                               | A. lammersi                               |                                           | Onderste McClelland Ferry                 | Twee gedeeltelijke schedels, skelet, juveniel, typespecimen ANSP 15800                          | Een lid van Ceratopidae                                                                                           |                                           |                                           |
| Brachylophosaurus                         | B. canadensis                             |                                           | Midden McClelland Ferry                   |                                                                                                 | Een hadrosauride die een van de meest voorkomende dinosauriërs in het gebied was.                                 |                                           |                                           |
| Ceratops                                  | C. montanus                               |                                           |                                           | Achterhoofdsknobbel, gepaarde hoornkernen, typespecimen USNM 2411                               | Een dubieuze ceratopide                                                                                           |                                           |                                           |
| Corythosaurus                             | C. sp.                                    |                                           | Midden Coal Ridge                         | Twee gedeeltelijke skeletten                                                                    | Een lambeosaurine hadrosauriër                                                                                    |                                           |                                           |
| Diclonius                                 | D. calamarius                             |                                           |                                           | Tanden                                                                                          | Nomen dubium |                                           |                                           |
| Diclonius                                 | D. pentagonius                            |                                           |                                           | Gefragmenteerd dentarium met tanden, typespecimen                                               | Een dubieuze hadrosauride                                                                                         |                                           |                                           |
| Diclonius                                 | D. perengulatus                           |                                           |                                           | Tanden                                                                                          | Nomen dubium |                                           |                                           |
| Dysganus                                  | D. bicarinatus                            |                                           |                                           | Losse tanden                                                                                    | Nomen dubium |                                           |                                           |
| Dysganus                                  | D. encaustus                              |                                           |                                           | Enkele tand en vijf tandfragmenten, losse tanden                                                | Nomen dubium |                                           |                                           |
| Dysganus                                  | D. haydenianus                            |                                           |                                           | Losse tanden                                                                                    | Nomen dubium |                                           |                                           |
| Dysganus                                  | D. peiganus                               |                                           |                                           | Tanden                                                                                          | Nomen dubium |                                           |                                           |
| Edmontonia                                | E. longiceps                              |                                           |                                           | Losse tanden                                                                                    | |                                           |                                           |
| Hadrosaurus                               | H. paucidens                              |                                           |                                           |                                                                                                 | Heringedeeld als Lambeosaurus? paucidens                                                                          |                                           |                                           |
| Hanssuesia                                | H. sternbergi                             |                                           |                                           |                                                                                                 | Een pachycephalosauride. Ook aanwezig in de Dinosaur Park- en Oldman-formaties. Mogelijk synoniem van Stegoceras. |                                           |                                           |
| Judiceratops                              | J. tigris                                 |                                           | Onderste McClelland Ferry                 |                                                                                                 | Een lid van de Ceratopidae                                                                                        |                                           |                                           |
| ?"Kritosaurus"                            | ?"K." breviceps                           |                                           |                                           |                                                                                                 | Een dubieus lid van de Hadrosauridae                                                                              |                                           |                                           |
| ?Lambeosaurus                             | ?L. paucidens                             |                                           |                                           | Squamosale, maxilla.                                                                            | Nomen dubium. Een onbepaalde lambeosaurine.                                                                       |                                           |                                           |
| Medusaceratops                            | M. lokii                                  |                                           | Onderste McClelland Ferry                 | Beenderbed                                                                                      | Een lid van de Ceratopidae                                                                                        |                                           |                                           |
| Mercuriceratops                           | M. gemini                                 |                                           | Onderste Coal Ridge                       | een apomorf squamosum                                                                           | Een lid van de Ceratopidae                                                                                        |                                           |                                           |
| Monoclonius                               | M. crassus                                |                                           | Onderste Coal Ridge                       | Vijf schedels, één compleet, typespecimen AMNH 3998                                             | Een dubieus lid van de Ceratopidae                                                                                |                                           |                                           |
| Paleoscincus                              | P. costatus                               |                                           |                                           | Tand, typespecimen                                                                              | Een dubieus lid van de Ankylosauridae                                                                             |                                           |                                           |
| Probrachylophosaurus                      | P. bergei                                 |                                           | Onderste McClelland Ferry                 |                                                                                                 | Een brachylophosaurine hadrosauriër                                                                               |                                           |                                           |
| Pteropelyx                                | P. grallipes                              |                                           |                                           | Skelet zonder schedel                                                                           | Een dubieus lid van de Hadrosauridae                                                                              |                                           |                                           |
| Trachodon                                 | T. mirabilis                              |                                           |                                           | Losse tanden, typespecimen                                                                      | Een dubieus lid van de Hadrosauridae                                                                              |                                           |                                           |
| Spiclypeus                                | S. shipporum                              |                                           | McClelland Ferry                          | Gedeeltelijke schedel, wervels, ribben, opperarmbeen, darmbeen, dijbeen, scheenbeen en kuitbeen | Een lid van de Ceratopidae                                                                                        |                                           |                                           |
| Zuul                                      | Z. crurivastator                          |                                           | Midden Coal Ridge                         | Craniale en postcraniale skeletresten en zacht weefsel, typespecimen ROM 75860                  | Een lid van de Ankylosauridae                                                                                     |                                           |                                           |

### Choristodera
| Choristoderes uit de Judith River-formatie | Choristoderes uit de Judith River-formatie | Choristoderes uit de Judith River-formatie | Choristoderes uit de Judith River-formatie | Choristoderes uit de Judith River-formatie | Choristoderes uit de Judith River-formatie | Choristoderes uit de Judith River-formatie |
| Geslacht                                   | Soort                                      | Locatie                                    | Stratigrafische positie                    | Opmerkingen                                | Afbeelding                                 |                                            |
| ------------------------------------------ | ------------------------------------------ | ------------------------------------------ | ------------------------------------------ | ------------------------------------------ | ------------------------------------------ | ------------------------------------------ |
| Champsosaurus                              | C. sp.                                     |                                            |                                            |                                            |                                            |                                            |

### Krokodillen
| Krokodillen uit de Judith River-formatie | Krokodillen uit de Judith River-formatie | Krokodillen uit de Judith River-formatie | Krokodillen uit de Judith River-formatie | Krokodillen uit de Judith River-formatie | Krokodillen uit de Judith River-formatie | Krokodillen uit de Judith River-formatie |
| Geslacht                                 | Soort                                    | Locatie                                  | Stratigrafische positie                  | Opmerking                                | Afbeelding                               |                                          |
| ---------------------------------------- | ---------------------------------------- | ---------------------------------------- | ---------------------------------------- | ---------------------------------------- | ---------------------------------------- | ---------------------------------------- |
| Brachychampsa                            | B. montana                               |                                          |                                          | Een alligatoride.                        |                                          |                                          |
| Leidyosuchus                             | L. canadensis                            |                                          |                                          | Een alligatoride.                        |                                          |                                          |
| Deinosuchus                              | D. hatcheri                              |                                          |                                          |                                          |                                          |                                          |

### Hagedissen
| Hagedissen uit de Judith River-formatie | Hagedissen uit de Judith River-formatie | Hagedissen uit de Judith River-formatie | Hagedissen uit de Judith River-formatie | Hagedissen uit de Judith River-formatie | Hagedissen uit de Judith River-formatie | Hagedissen uit de Judith River-formatie |
| Geslacht                                | Soort                                   | Locatie                                 | Stratigrafische positie                 | Opmerking                               | Afbeelding                              |                                         |
| --------------------------------------- | --------------------------------------- | --------------------------------------- | --------------------------------------- | --------------------------------------- | --------------------------------------- | --------------------------------------- |
| Chamops                                 | C. segnis                               |                                         |                                         | Een tejuhagedis.                        |                                         |                                         |
| Exostinus                               | E. lancensis                            |                                         |                                         | Een knobbelhagedis                      |                                         |                                         |
| Leptochamops                            | L. denticulatus                         |                                         |                                         | Een tejuhagedis.                        |                                         |                                         |
| Paraderma                               | P. bogerti                              |                                         |                                         | Een parasaniwide.                       |                                         |                                         |
| Parasaniwa                              | P. wyomingensis                         |                                         |                                         | Een parasaniwide.                       |                                         |                                         |

### Theropode dinosauriërs
| Theropoden uit de Judith River-formatie | Theropoden uit de Judith River-formatie | Theropoden uit de Judith River-formatie | Theropoden uit de Judith River-formatie | Theropoden uit de Judith River-formatie                                                                  | Theropoden uit de Judith River-formatie                                                                   | Theropoden uit de Judith River-formatie | Theropoden uit de Judith River-formatie |
| Geslacht                                | Soort                                   | Locatie                                 | Stratigrafische positie                 | Materiaal                                                                                                | Opmerking                                                                                                 | Afbeelding                              |                                         |
| --------------------------------------- | --------------------------------------- | --------------------------------------- | --------------------------------------- | --- | --- | --------------------------------------- | --------------------------------------- |
| Aublysodon                              | A. lateralis                            |                                         |                                         | Losse tanden, typespecimen AMNH 3956                                                                     | Jonger synoniem van Deinodon horridus                                                                     |                                         |                                         |
| Aublysodon                              | A. mirandus                             |                                         |                                         | Tanden, lectotypen ANSP 9533-9535                                                                        | Mogelijk jonger synoniem van Deinodon horridus                                                            |                                         |                                         |
| Hesperornis                             | H. altus                                |                                         |                                         | Gedeeltelijke tibiotarsus                                                                                | Een van de weinige bekende zoetwatervoorkomens van een hesperornithide.                                   |                                         |                                         |
| Daspletosaurus                          | D. torosus                              |                                         |                                         | Maxilla                                                                                                  | Een grote tyrannosauride.                                                                                 |                                         |                                         |
| Daspletosaurus                          | D. wilsoni                              | Jack’s B2                               |                                         | Gedeeltelijke schedel, hals-, sacrale en staartwervels, en een rib, chevron en eerste middenvoetsbeentje | Een overgangssoort tussen D. torosus en D. horneri                                                        |                                         |                                         |
| Deinodon                                | D. falculus                             |                                         |                                         | Tanden                                                                                                   | Losse tyrannosaurustanden geclassificeerd in het dubieuze geslacht Deinodon                               |                                         |                                         |
| Deinodon                                | D. hazenianus                           |                                         |                                         | Tanden                                                                                                   | Jonger synoniem van Deinodon horridus                                                                     |                                         |                                         |
| Deinodon                                | D. horridus                             |                                         |                                         | Tanden, typespecimen                                                                                     | Losse tyrannosaurustanden die de basis vormden van het dubieuze geslacht Deinodon                         |                                         |                                         |
| Deinodon                                | D. incrassatus                          |                                         |                                         | Tanden                                                                                                   | Jonger synoniem van Deinodon horridus                                                                     |                                         |                                         |
| Deinodon                                | D. lateralis                            |                                         |                                         | | Jonger synoniem van Deinodon horridus                                                                     |                                         |                                         |
| Dromaeosaurus                           | D. albertensis                          |                                         |                                         | Tanden                                                                                                   | Een lid van dromaeosauridae, ook gevonden in de Dinosaur Park-formatie                                    |                                         |                                         |
| Dromaeosaurus                           | D. explanatus                           |                                         |                                         | Tand | Mogelijk familielid van Saurornitholestes                                                                 |                                         |                                         |
| Dromaeosaurus                           | D. laevifrons                           |                                         |                                         | Tand | Mogelijk familielid van Saurornitholestes                                                                 |                                         |                                         |
| Gorgosaurus                             | G. libratus                             |                                         |                                         | Postorbitaal                                                                                             | Een grote tyrannosauride, ook gevonden in de Dinosaur Park-formatie en mogelijk de Two Medicine-formatie. |                                         |                                         |
| Ornithomimus                            | O. tenuis                               |                                         |                                         | Gefragmenteerd middenvoetsbeentje                                                                        | Een mogelijke troödontide of juveniele tyrannosauride                                                     |                                         |                                         |
| Paronychodon                            | P. lacustris                            |                                         |                                         | Tanden, typespecimen AMNH 3018                                                                           | Een onbepaalde maniraptoor, ook gevonden in de Dinosaur Park-, Milk River- en Kirtland-formaties          |                                         |                                         |
| Troodon                                 | T. formosus                             |                                         |                                         | Tanden (typespecimen ANSP 9259), ei                                                                      | Een lid van de Troödontidae, mogelijk dubieus.                                                            |                                         |                                         |
| Zapsalis                                | Z. abradens                             |                                         |                                         | Tanden, typespecimen AMNH 3953                                                                           | Een lid van de Dromaeosauridae                                                                            |                                         |                                         |

### Schildpadden
| Schildpadden van de Judith River-formatie | Schildpadden van de Judith River-formatie | Schildpadden van de Judith River-formatie | Schildpadden van de Judith River-formatie | Schildpadden van de Judith River-formatie | Schildpadden van de Judith River-formatie | Schildpadden van de Judith River-formatie |
| Geslacht                                  | Soort                                     | Locatie                                   | Stratigrafische positie                   | Opmerking                                 | Afbeelding                                |                                           |
| ----------------------------------------- | ----------------------------------------- | ----------------------------------------- | ----------------------------------------- | ----------------------------------------- | ----------------------------------------- | ----------------------------------------- |
| Adocus                                    | A. sp.                                    |                                           |                                           |                                           |                                           |                                           |
| Basilemys                                 | B. sp.                                    |                                           |                                           | Een Meso-Amerikaanse rivierschildpad.     |                                           |                                           |

### Zoogdieren
Verder zijn ook fossielen van verschillende zoogdieren gevonden. De Eutheria is nog beperkt vertegenwoordigd met slechts één soort en ook de Metatheria zijn minder divers dan in formaties uit het Maastrichtien, zoals de Hell Creek- en Lance Creek-formatie.
- Multituberculata: Cimexomys, Cimolodon, Cimolomys, Meniscoessus, Mesodma
- Metatheria: Alphadon, Eodelphis, Pediomys
- Eutheria: Gypsonictops

### Reptielen en vissen
Andere dieren die bekend zijn uit de Judith River-formatie zijn de alligatoren Brachychampsa en Leidyosuchus, Champsosaurus, hagedissen, schildpadden, salamanders, beenvissen en pijlstaartroggen.